# Mario Röser
Mario Röser, né le 23 décembre 1966 à Elgersburg, est un ancien footballeur est-allemand et allemand des années 1980 et 1990.

## Biographie
En tant que défenseur, Mario Röser fut international est-allemand à une occasion, le 13 avril 1988, contre la Bulgarie à Bourgas. Le match se solda par un match nul (1-1) et il n'inscrivit aucun but malgré le fait qu'il fut titulaire[pertinence contestée]. 
Il joua en tant que défenseur au FC Carl Zeiss Jena, de 1985 à 1999, avec 220 matchs pour deux buts inscrits. Il fut finale de la coupe de RDA en 1988, et remporta la D3 allemande en 1995. Il signa ensuite entre 1999 et 2002 au FC Thüringen Weida, mais il ne remporta rien.
Il est, depuis 2006, physiothérapeute dans le club du FC Carl Zeiss Jena. Il a assuré un interim en tant qu'entraîneur en 2006 pour ce club.

## Carrière
En tant que joueur
- 1985–1999 : / FC Carl Zeiss Jena
- 1999–2002 :  FC Thüringen Weida (de)

En tant qu'entraîneur
- 2006 :  FC Carl Zeiss Jena (intérim)

## Palmarès
- Coupe d'Allemagne de l'Est de football
  - Finaliste en 1988
- Championnat d'Allemagne de football D3

- - Champion en 1995